# Cavezzo
Cavezzo (Cavêż in dialetto mirandolese) è un comune italiano di 7 196 abitanti della provincia di Modena in Emilia-Romagna, situato a nord del capoluogo, fa parte dell'Unione dei Comuni Modenesi Area Nord. Fanno parte di questo comune anche le frazioni di Botteghino, Cantone Motta, Disvetro, Ponte Motta, Villa Motta.

## Geografia fisica
Il territorio di Cavezzo appartiene alla bassa pianura modenese. Confina a nord con Mirandola e San Possidonio, a est con Medolla, a sud con San Prospero, ad ovest con Carpi e Novi di Modena.

### Clima
Secondo i dati della stazione meteorologica di Modena Cavezzo gode del tipico clima temperato continentale della pianura padana e delle medie latitudini. Come nel resto della pianura circostante, gli inverni sono moderatamente rigidi, poco piovosi e con giornate di nebbia; le estati sono calde ed afose nei mesi di luglio e agosto, con temperature che possono salire oltre i 35 °C e con precipitazioni a carattere temporalesco; le primavere e gli autunni sono generalmente piovosi. 
In primavera e in autunno il clima è più mite e più umido.
- Classificazione climatica dei comuni italiani: zona E[5]
- Classificazione sismica dell'Italia: zona 2[5]

## Origini del nome
Il nome potrebbe derivare dal latino cavaedium, ossia "spazio chiuso da muri" attraverso la forma cavaedicium.
Alcuni studiosi hanno individuato due ipotesi riguardanti l'origine del nome, una derivante dalla radice cava (cavità), che rappresenta la tipologia del territorio nel quale il paese è sorto e si è sviluppato, ricco di dossi, motte e avvallamenti acquitrinosi, frutto delle frequenti inondazioni del fiume Secchia. La seconda invece suggerisce il termine latino cavediu, uno spazio racchiuso cintato da muri, tuttavia per confermare ciò bisogna prima scoprire se esistevano e dove si trovavano tali mura. 

## Storia
In tempi antichi Cavezzo fece parte dell'antica comunità di «Casare» dipendente dall'abbazia di Nonantola.
Il paese venne citato per la prima volta in un documento del 1140 e successivamente in un altro del 1203 come "Isola di sant'Egidio" poiché nello stesso anno venne innalzato un oratorio in onore del santo; ma la prima citazione in cui comparve sotto il nome di Cavaedicium avvenne solo nel 1322 quando divenne territorio della Corte di Roncaglia.
Il fiume Secchia, uno tra gli affluenti più importanti del fiume Po, durante l'epoca romana fino al regno di Matilde di Canossa scorreva in mezzo al paese, successivamente venne in parte interrato, per le continue alluvioni, con vari canali che ancora oggi passano sotto il paese e che collegano Cavezzo a Venezia e a Ravenna.
La chiesa di Sant'Egidio, nata come oratorio nel 1203, venne elevata a dignità di parrocchia nel 1352 e di pieve nel 1641.
Inoltre si trova un altro importante edificio sacro è la chiesa nella frazione di Motta del XVI secolo sebbene la parrocchia fosse già esistente nel 1492 e il campanile risalga probabilmente al XIV secolo. Infine, sempre nella frazione di Motta è situata la chiesa parrocchiale di Santa Maria ad Nives, probabilmente edificata nel XIX secolo, di architettura ottocentesca in laterizio a vista, di forma rettangolare, all'interno sono presenti cinque cappelle rettangolari per ogni lato e una navata centrale che termina con un'abside semicircolare.
Durante l'epoca della peste nera a causa delle molteplici morti, vennero create diverse catacombe nelle zone di campagna nei dintorni del paese, citate in alcuni documenti risalenti al 1349.

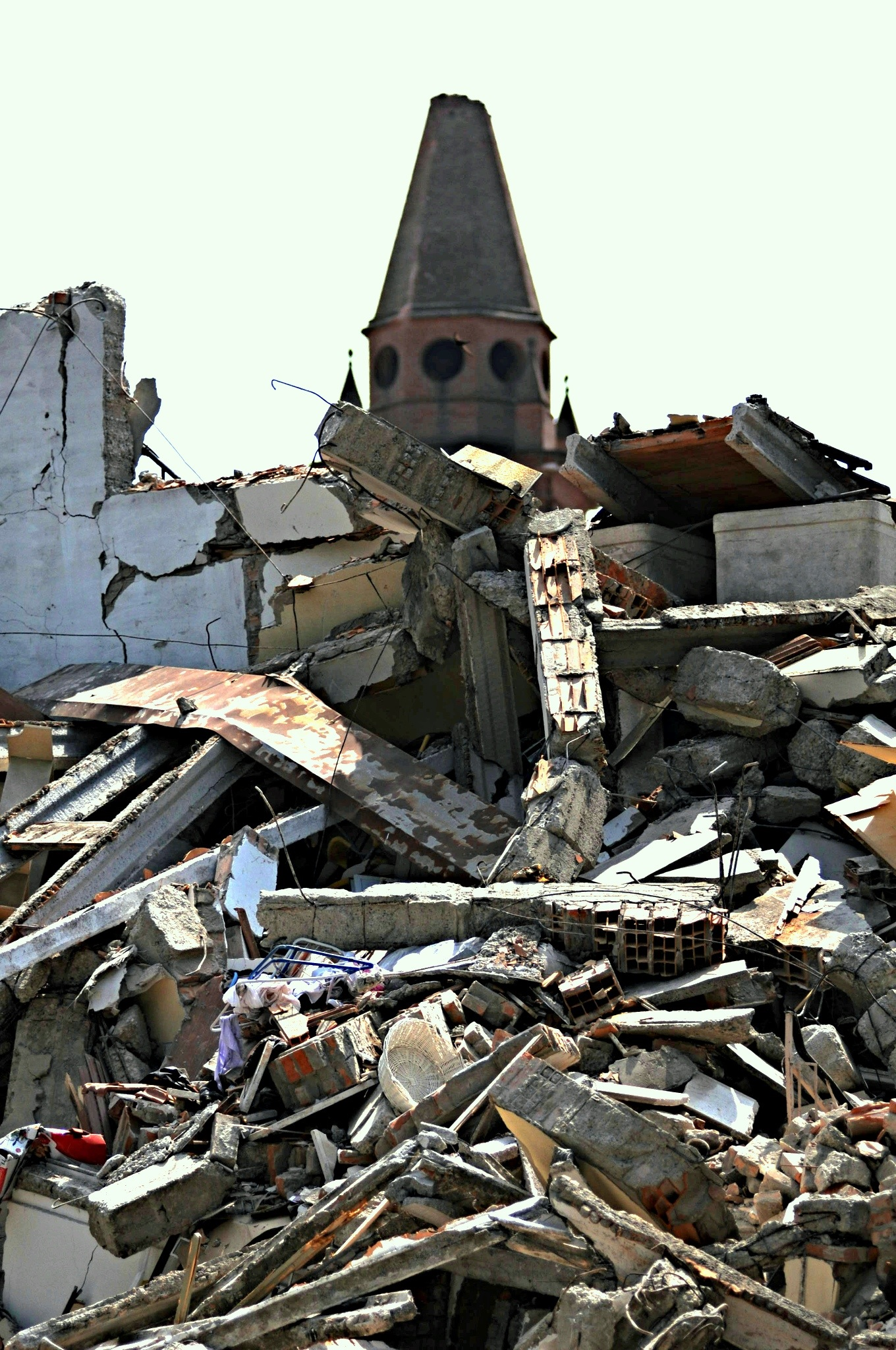
Macerie a Cavezzo dopo la scossa del 29 maggio 2012

Fino al 1796 l'insediamento era classificato semplicemente come "villa" del distretto inferiore del comune di Modena. Durante l'epoca napoleonica divenne una municipalità, includendo Motta, Disvetro e Medolla. Nel 1815 Cavezzo fu aggregata come "sezione" al comune di Mirandola. In seguito alla proclamazione del Regno d'Italia, nel 1860, divenne comune autonomo.
Cavezzo è stato pesantemente colpito dal terremoto dell'Emilia del 2012, in particolare dalle scosse del 29 maggio che hanno provocato due vittime e distrutto molte aree del paese.

### Simboli
Stemma
Lo stemma del Comune è stato concesso con regio decreto di Vittorio del 13 agosto 1923.
La parte inferiore dello scudo ricorda la zona paludosa con l'isola di Sant'Egidio dove si ritiene sia stato fondato il primo insediamento che diede origine al comune, con i resti di una colonna a ricordare il luogo dove sorgeva l'antica chiesa di San Silvestro.
Lo statuto comunale descrive però uno stemma un po' diverso: «Scudo a sfondo argentato sul quale campeggia una torre tronca a base quadrata, posta su terreno paludoso, sormontato da una corona con nove punte merlate e circondato da due rami, a sinistra di alloro e a destra di quercia.»
Gonfalone
nastri tricolorati dai colori nazionali, con frange d'argento.»

## Società

### Evoluzione demografica
Abitanti censiti

### Etnie e minoranze straniere
Gli stranieri residenti nel comune sono 1 029, ovvero il 14,63% della popolazione.

### Lingua e dialetti
Oltre alla lingua italiana, a Cavezzo è utilizzato il locale dialetto mirandolese, una variante dell'emiliano.

## Cultura

### Istruzione

#### Ricerca
- Osservatorio astronomico Geminiano Montanari, terminato di edificare nel 1978.
- Casa Mazzetti, nata nel 2018, da un'idea dei fondatori dell'Acetum, acetaia situata a Cavezzo, è un centro polifunzionale, didattico ed esperienziale, in cui scoprire le diverse essenze dell'aceto, soprattutto la differenza tra aceto balsamico IGP e quello tradizionale DOC. All'interno è possibile trovare la Biblioteca del balsamico, un teatro composto da botti ed Hercules il tino più grande del mondo destinato all'aceto balsamico di Modena IGP[14].

## Amministrazione
| Periodo        | Periodo        | Primo cittadino   | Partito                              | Carica  | Note   |
| -------------- | -------------- | ----------------- | ------------------------------------ | ------- | ------ |
| ?              | ?              | Luigi Borsari     | Partito Comunista Italiano           | Sindaco | [ 15 ] |
| 12 maggio 1985 | 5 maggio 1990  | Piquillio Benatti | Partito Comunista Italiano           | Sindaco | [ 16 ] |
| 6 maggio 1990  | 11 giugno 2004 | Alberto Sabbatini | PCI, PDS                             | Sindaco | [ 16 ] |
| 13 giugno 2004 | 25 maggio 2014 | Stefano Draghetti | lista civica Cavezzo verso il futuro | Sindaco | [ 16 ] |
| 26 maggio 2014 | 9 giugno 2024  | Lisa Luppi        | lista civica Cavezzo bene comune     | Sindaco | [ 16 ] |
| 9 giugno 2024  | in carica      | Stefano Venturini | lista civica Crescere Cavezzo        | Sindaco | [ 16 ] |

## Curiosità
- Il monumento de il Leone, simbolo dei caduti della prima guerra mondiale, situato in piazza Matteotti, ebbe una storia molto tormentata, in quanto venne inaugurato nel 1922 e smantellato vent'anni dopo, insieme alla recinzione poiché ne fosse riutilizzato il metallo per esigenze militari. Nel 1949 il comune deliberò il fatto che potesse essere sistemata una stele indicante i nomi dei caduti, ma non venne raggiunto l'accordo con l’Associazione Combattenti e Reduci, quindi rimase solo un cippo commemorativo fino al 1968, quando il comune decise che dovesse essere risolta la questione ancora aperta del monumento, levigati i marmi, dorate le lettere incise e ripulita la pietra; infine doveva essere aggiunto in cima alla stele un tripode in bronzo, sostituito un anno dopo da una fiamma sempre in bronzo. Dopo il 2002 il Monumento è tornato alle sue forme originarie, infatti è stato ripristinato il masso in pietra carsica e rifuso il leone. Attualmente sul fronte del masso di pietra vi è una iscrizione che lo dedica ai caduti di tutte le guerre[17].
- Nella frazione di Disvetro sorge Villa Delfini, un complesso architettonico a coorte contadina con scuderie e abitazioni per il personale di servizio, costruito nel 1777 e ampliato nell'Ottocento con la costruzione di fabbriche porticate, all'interno è presente una larga loggia completamente decorata con tempere che richiama lo stile del Rovinismo settecentesco. Questa villa è stata molto importante per Antonio Delfini, scrittore e poeta del XX secolo, che per lui era considerata un luogo di riferimento e di ispirazione per la sua poesia, in quanto è immersa nella natura, ovvero da 5 ettari di terreno. L'edificio è stato colpito dal terremoto del 2012 e dopo un lavoro di restauro durato otto anni è stato riaperto al pubblico ed è anche sede di eventi e spettacoli[18].
- Nel 1992 venne costruita Villa Giardino, oggi un importate punto d'incontro per la comunità locale e sede di manifestazioni pubbliche. Sorge sui resti della residenza della famiglia Rebucci, ricchi proprietari terrieri della zona, che sul finire del XX secolo legarono il complesso immobiliare al Comune di Cavezzo perché lo destinasse a pubblica fruizione. Dell'antico complesso rimangono oggi soltanto poche tracce: la ghiacciaia interrata, la montagnola all'entrata del viale e alcuni alberi secolari. L'edificio odierno richiama la tradizione architettonica locale attraverso il ricorso al mattone lavorato a mano, l'ampio arco della facciata, le due logge e le masse murarie. L'edificio non ha subito danni durante il terremoto[19].
- Il programma televisivo Radio Emilia 5.9 - La mia vita dopo il terremoto ha trasmesso sul canale MTV dal 14 gennaio 2013 e terminato nello stesso anno, la vita di un gruppo di ragazzi di Cavezzo e sugli eventi seguenti al terremoto dell'Emilia del 2012.
- Il 1º gennaio 2020 è caduto nel comune di Cavezzo, più precisamente sulle sponde del fiume Secchia, frammenti di meteorite[20]. Il ritrovamento è avvenuto tre giorni dopo, grazie alla Rete Prisma (Prima rete italiana per la sorveglianza sistematica di meteore e dell’atmosfera), gestita dall’Istituto nazionale di astrofisica (Inaf), che ha potuto analizzare i due frammenti e si è potuto riscontrare il fatto che dei due frammenti colti, quello più grande presentava caratteristiche già conosciute della Condrite (astronomia), mentre quello più piccolo era costituito da diversi livelli di geochimica come diversi livelli di ossigeno; per queste considerazioni il meteorite Cavezzo, chiamato così del luogo in cui è stato ritrovato, è stato classificato come condrite anomala[21].
- Nel 2022, il giro d'Italia ha voluto omaggiare a dieci anni dal terremoto dell'Emilia le zone maggiormente colpite, tra le quali Cavezzo; una delle città della tappa di volata con partenza da Santarcangelo di Romagna e arrivo a Reggio Emilia[22].
- Sull'argine sinistro del fiume Secchia è possibile percorre in bici EuroVelo 7, detto anche percorso del sole, che collega il nord e sud d'Europa per circa settemila chilometri[23].

## Sport

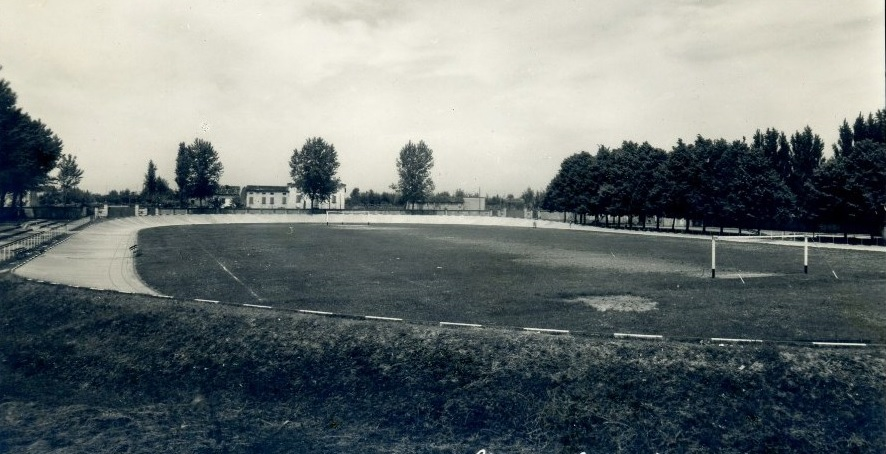
Stadio velodromo Nino Borsari negli anni 1950

### Calcio
La principale squadra di calcio della città è la Polisportiva Dilettantistica Cavezzo che milita in Promozione.
Negli ultimi anni sta emergendo la squadra di calcio a 5 di Cavezzo, che ora partecipa al campionato di Serie A2, con il nome di Modena Cavezzo futsal, in quanto la società di calcio a 5 di Modena si è fusa con l'Athletic Cavezzo, visibile soprattutto dai colori dello stemma attuale della squadra ovvero il giallo di Modena e il blu di Cavezzo e dai simboli delle due città, per la prima la Ghirlandina e per la seconda il leone, simbolo dei caduti durante la prima guerra mondiale.

### Ciclismo
Nel 1932 il ciclista Nino Borsari (1911-1996), originario di Villa Motta, riuscì a conquistare alle olimpiadi di Los Angeles la medaglia d'oro nell'inseguimento a squadre. Negli anni successivi venne realizzato un velodromo per consentire gli allenamenti di Borsari, che però a causa della guerra rimase bloccato in Australia, dove rimase definitivamente e divenne un importante punto di riferimento per gli emigrati italiani. Fino agli anni 1950 il velodromo di Cavezzo ha ospitato numerosi riunioni ciclistiche, con la partecipazione di grandi campioni del ciclismo, tra cui Fausto Coppi e Gino Bartali. Nel 1973 fu stabilito il primato del mondo delle 24 ore su tandem, percorrendo 1787 giri di pista per un totale di 682 km. Nel settembre 1975 il velodromo e lo stadio vennero intitolati a Nino Borsari, che per l'occasione tornò dall'Australia per partecipare alla cerimonia.

### Pallacanestro
La squadra femminile del Basket Cavezzo, da anni sponsorizzata dall'azienda locale "Acetum", ha militato per tre stagioni sportive consecutive nelle serie A1 e A2, l'ultima nella stagione 2007-2008, mentre ora partecipa al campionato regionale di serie B.